# And I Am Telling You I'm Not Going
And I Am Telling You I'm Not Going es una canción del musical de Broadway Dreamgirls la letra fue escrita por Tom Eyen y musicalizado por Henry Krieger.

## Versión de Jennifer Holliday
En 1982, Jennifer Holliday, la actriz que interpretó a Effie en el Original Broadway Cast de la canción como sencillo. Fue su primer sencillo y se reunió con gran éxito, superando el Billboard R & B y llegar a posiciones en el Billboard Hot 100 Singles y gráfico Reino Unido. En 1983, Holliday ganó el Grammy por Mejor Interpretación Vocal Femenina de R & B por el sencillo.

## Versión de Whitney Houston
En 1994, Whitney Houston interpretó «And I Am Telling You I'm Not Going» en vivo en la gala de los American Music Awards como parte de un medley que incluyó «I Loves You, Porgy» y «I Have Nothing». Esa noche Houston ganó 8 premios, empatando el récord de Michael Jackson por la mayor cantidad de AMAs ganados en un mismo año. Su interpretación puso en evidencia su talento fenomenal, así como también su rango vocal y su versatilidad como intérprete en vivo.

## Versión de Jennifer Hudson
«And I Am Telling You I'm Not Going» fue grabada en el año 2006 por la ex American Idol Jennifer Hudson para su álbum debut.La grabación de la música, la banda sonora de Dreamgirls, alcanzó el número 60 en el Billboard Hot 100 y 14 en el R & B. Hudson ganó el Oscar 2006 a la Mejor Actriz de Reparto por su actuación en Dreamgirls.

## Versión de Bonnie Tyler
«And I Am Telling You I'm Not Going» fue grabada en el año 2003 por la cantante galesa Bonnie Tyler para su álbum Heart Strings. Las canciones del álbum fueron grabadas junto con la Orquesta Filarmónica de Praga, dirigida por Karl Jenkins.

## Versión de Bianca Ryan
La cantante Bianca Ryan, tras su paso por el reality show de búsqueda de nuevos artistas de diversas áreas America's Got Talent, interpretó «And I Am Telling You I'm Not Going», tema que le permitió destacar en el concurso con tan solo 11 años y como premio la grabación de un disco, editado en el 2006, que contiene este tema con un estilo más pop.

## Versión de Sarah Ikumu
Sarah Ikumu interpretó «And I Am Telling You I'm Not Going» en el reality show de búsqueda de nuevos artistas Britain's Got Talent del 2017 con 15 años de edad, ganando el golden buzzer por manos de Simon Cowell y una gran ovación del público y del jurado por su brillante interpretación.

## Lista de posiciones

### Versión de Jennifer Holliday
| Chart (1982)                 | Peak position |
| ---------------------------- | ------------- |
| U.S. Billboard Hot 100       | 22            |
| U.S. Billboard Hot R&B Songs | 1             |
| UK Singles Chart             | 32            |

### Versión deRosabelcon Jennifer Holliday
| Chart (2001)                         | Peak position |
| ------------------------------------ | ------------- |
| U.S. Billboard Hot Dance Club Play   | 6             |
| U.S. Billboard Hot 100 Singles Sales | 66            |
| Chart (2007)                         | Peak position |
| U.S. Billboard Hot Dance Club Play   | 10            |

### Versión de Jennifer Hudson
| Chart (2006/2007)                    | Peak position      |
| ------------------------------------ | ------------------ |
| U.S. Billboard Hot 100               | 60                 |
| U.S. Billboard Hot R&B/Hip-Hop Songs | 14                 |
| U.S. Billboard Hot Dance Club Play   | 1                  |
| U.S. Billboard Pop 100               | 70                 |
| Chart (2009)                         | Pico de posiciones |
| UK Singles Chart                     | 32                 |
| UK R&B Singles Chart                 | 12                 |

## Sucesión
| Predecesor: "Early In the Morning" por The Gap Band | Hot R&B/Hip-Hop Songs 24 de julio de 1982-14 de agosto de | Sucesor: "Dance Floor" por Zapp |

- Datos: Q3294673